# Mediona
Mediona – gmina w Hiszpanii, w prowincji Barcelona, w Katalonii, o powierzchni 47,98 km². W 2011 roku gmina liczyła 2348 mieszkańców.